# Peter Sohn
Peter Quincy Sohn (El Bronx, Nueva York, 18 de octubre de 1977) es un director, animador, actor de voz y artista de historia estadounidense de ascendencia coreana. Actualmente trabaja en Pixar Animation Studios, en donde ha trabajado como director de The Good Dinosaur y Elemental.

## Biografía

### Primeros años y Carrera en la animación
Sohn nació en New York y asistió al Instituto de Arte de California (conocido popularmente como CalArts . Antes de ingresar a Pixar, Sohn trabajó para Warner Bros. Animation para la película de Brad Bird, El gigante de hierro. Ha trabajado en numerosas cintas para Pixar, así como artista de guion gráfico, animador y actor de voz, también como escritor y director de algunos proyectos, como director de Parcialmente nublado, un corto animado cinematógrafo que se estrenó antes de la cinta animada del mismo estudio en el 2009, Up.
Debido a sus colaboraciones, Sohn fue elegido para codirigir la película animada de Pixar, ambientado en tiempos jurásicos llamada The Good Dinosaur, en donde se iba a relatar la historia de un dinosaurio llamado Arlo, quien luchará por la paz entre los dinosaurios. En octubre de 2014, por medio de la cuenta de Pixar, se confirma a Peter Sohn como nuevo y único director de la cinta después de la salida de Bob Peterson.
Sohn colaboró en 2009, como director, junto a John Lasseter y Brad Lewis como directores de doblaje en la versión en Inglés de Gake no ue no Ponyo, del estudio de animación japonés Studio Ghibli.

## Vida personal
Sohn está casado con la artista Anna Chambers, a quien conoció en CalArts.

## Filmografía

### Director y escritor
- 2009. Parcialmente nublado (Corto). Director y escritor
- 2015. The Good Dinosaur. Director e historia
- 2023. Elemental.[2] Director e historia

### Actor de voz
- 2004. Los Increíbles. Voces adicionales
- 2007. Ratatouille. Voz de Emile
- 2011. Small Fry. Voz de Recycle Ben
- 2013. Monsters University. Voz de Squishy
- 2013. Toy Story of Terror!. Voz de Translation
- 2015. The Good Dinosaur. Voz del Dinosaurio recolector
- 2021. Luca. Voz de Ciccio
- 2022. Lightyear. Voz de Sox
- 2020. Soul. Voces adicionales

### Animador y artista
- 1995. Toy Story. Animador adicional
- 1998. El gigante de hierro.
- 2001. Osmosis Jones. Animador
- 2003. Buscando a Nemo. Artista de producción
- 2004. Los Increíbles. Artista de historia, animador y artista de producción
- 2005. One Man Band (Corto). Artista de producción
- 2007. Ratatouille. Storyboard y animador
- 2008. WALL·E. Guion Gráfico
- 2009. Up. Guion Gráfico
- 2012. Brave. Artista de historia adicional

## Premios y nominaciones
Premios Óscar
| Año  | Categoría                   | Película  | Resultado | Notas |
| ---- | --------------------------- | --------- | --------- | ----- |
| 2024 | Mejor película de animación | Elemental | Nominado  |       |

Golden Globe Awards
| Año  | Categoría                   | Película          | Resultado | Notas |
| ---- | --------------------------- | ----------------- | --------- | ----- |
| 2016 | Mejor película de animación | The Good Dinosaur | Nominado  |       |
| 2024 | Mejor película de animación | Elemental         | Nominado  |       |

Annie Awards
| Año  | Categoría                   | Película          | Resultado | Notas |
| ---- | --------------------------- | ----------------- | --------- | ----- |
| 2016 | Mejor película de animación | The Good Dinosaur | Nominado  |       |